# David Bek (Syunik)
Pour les articles homonymes, voir David Bek et Bek.
David Bek ou Davit Bek (en arménien Դավիթ Բեկ ) est une communauté rurale du marz de Syunik en Arménie. En 2008, elle compte 813 habitants.

## Personnalités liées
- Aram Manoukian, 1879-1919, révolutionnaire et homme politique arménien y est né.